# Томарлы (Павлодарская область)
Томарлы (каз. Томарлы, до 2023 года — Фёдоровка) — село в Теренкольском районе Павлодарской области Казахстана. Расположено в 145 км к северо-западу от областного центра Павлодара и в 38 км к северо-востоку от районного центра Теренколя. Административный центр сельского округа Томарлы, в который также входят сёла Воронцовка и Конторка. Код КАТО — 554865100.

## История
Село было основано крестьянами-переселенцами в 1907 году в урочище Тамарлы в Песчанской волости Павлодарского уезда. По свидетельству старожилов, село было названо по жребию именем одного из первопоселенцев Фёдора Федотова. До 1923 года было центром Фёдоровской волости, в 1928 году было центром Фёдоровского района, затем вошло в состав Максимо-Горьковского района на правах сельсовета. Фёдоровка была центральной усадьбой бывшего молочного и зернового совхоза «Фёдоровский», созданного в 1961 году на базе земель колхозов «Заветы Ильича», «Октябрь», «Путь к коммунизму» и Максимо-Горьковской МТС. В совхозе жил и работал Герой Социалистического Труда тракторист-комбайнёр Николай Михайлович Соколов.

## Население
В 1985 году население села составляло 1545 человек, в 1999 году — 1280 человек (600 мужчин и 680 женщин). По данным переписи 2009 года в селе проживало 873 человека (410 мужчин и 463 женщины).